# NGC 6277
NGC 6277 – gwiazda podwójna znajdująca się w gwiazdozbiorze Herkulesa. Skatalogował ją Albert Marth 6 czerwca 1864 roku jako obiekt typu „mgławicowego”. Według bazy SIMBAD NGC 6277 to zduplikowana obserwacja galaktyki NGC 6276.